# Onze-Lieve-Vrouw-van-Bijstand-in-Noodkapel (Boshoven)
De Onze-Lieve-Vrouw-van-Bijstand-in-Noodkapel is een kapel in Boshoven in de Nederlandse gemeente Weert. De kapel staat aan de Princenweg op een splitsing met de Oudesteeg in Oud-Boshoven.
Ongeveer 165 meter naar het zuidoosten staat de Sint-Odakapel binnen de Boshoverschans.
De kapel is gewijd aan de heilige Maria, specifiek aan de Onze-Lieve-Vrouw van Altijddurende Bijstand.

## Geschiedenis
In 1755 werd de kapel gesticht.
In 1905 werd de kapel herbouwd en in 1921 nog een keer. In 1976, 1982 en in 2010 werd de kapel opgeknapt.

## Bouwwerk
De wit geschilderde kapel op zwarte plint is opgetrokken op een rechthoekig grondplan en wordt gedekt door een verzonken tonvormig zwart dak. In de beide zijgevels bevinden zich elk drie rondboogvensters die geaccentueerd worden met een lichtgele boog en dorpel. De frontgevel en achtergevel zijn rondboogvormig met lichtgele gevellijst en op de top van de frontgevel een wit cementstenen kruis. In de frontgevel bevindt zich de rondboogvormige toegang met er links en rechts een rondboogvenster en erboven een nis met klokje, alle openingen met lichtgele boog en dorpel. Rond het bovenste venster in deze gevel bevinden zich drie gevelstenen met daarin van links naar rechts ANNO, 1755, 1905 en 1971.